# Modello di Wess-Zumino
In fisica teorica, il modello di Wess-Zumino è stato il primo esempio conosciuto di una teoria quantistica di campi interagenti supersimmetrica in quattro dimensioni, almeno nel mondo occidentale. Nel 1974, Julius Wess e Bruno Zumino hanno studiato e determinato, utilizzando una terminologia moderna, la dinamica di un singolo supercampo chirale (composto da un campo complesso scalare e da uno spinoriale) la cui struttura porta a una teoria rinormalizzabile. 

## Lagrangiana
La lagrangiana del modello libero di Wess-Zumino, senza massa in uno spazio-tempo quadridimensionale (con segnatura: (-1,1,1,1)), è: 
{\displaystyle {\mathcal {L}}=-{\frac {1}{2}}(\partial S)^{2}-{\frac {1}{2}}(\partial P)^{2}-{\frac {1}{2}}{\bar {\psi }}\partial \!\!\!/\psi }
dove:
{\displaystyle S} è un campo scalare;
{\displaystyle P} è un campo pseudoscalare;
{\displaystyle \psi } è un campo spinoriale di Dirac.
L'azione è invariante per le trasformazioni generate dalla superalgebra, la forma infinitesimale di queste trasformazioni è la seguente: 
{\displaystyle \delta _{\varepsilon }S={\bar {\varepsilon }}\psi } ;
{\displaystyle \delta _{\varepsilon }P={\bar {\varepsilon }}\gamma _{5}\psi } ;
{\displaystyle \delta _{\varepsilon }\psi =\partial \!\!\!/(S+P\gamma _{5})\varepsilon }.
dove {\displaystyle \varepsilon } è un parametro con valori di trasformazione spinore di Majorana e {\displaystyle \gamma _{5}} è l'operatore di chiralità.
L'invarianza sotto l'insieme di trasformazioni di supersimmetria rimane se si aggiungono i termini di massa per i campi, a condizione che le masse siano uguali. È anche possibile aggiungere termini di interazione con alcune condizioni algebriche sulle costanti di accoppiamento, che seguono dal fatto che le interazioni derivano dal superpotenziale per il supercampo chirale  contenente i campi {\displaystyle S}, {\displaystyle P} e {\displaystyle \psi }.

## Supersimmetria
| Alcune coppie | Alcune coppie                   | Alcune coppie     | Alcune coppie                   |
| Particella    | Spin                            | Partner           | Spin                            |
| ------------- | ------------------------------- | ----------------- | ------------------------------- |
| Elettrone     | {\displaystyle {\tfrac {1}{2}}} | Selettrone        | 0                               |
| Quark         | {\displaystyle {\tfrac {1}{2}}} | Squark            | 0                               |
| Neutrino      | {\displaystyle {\tfrac {1}{2}}} | Sneutrino         | 0                               |
| Gluone        | 1                               | Gluino            | {\displaystyle {\tfrac {1}{2}}} |
| Fotone        | 1                               | Fotino            | {\displaystyle {\tfrac {1}{2}}} |
| Bosone W      | 1                               | Wino (particella) | {\displaystyle {\tfrac {1}{2}}} |
| Bosone Z      | 1                               | Zino              | {\displaystyle {\tfrac {1}{2}}} |
| Gravitone     | 2                               | Gravitino         | {\displaystyle {\tfrac {3}{2}}} |

Nella Fisica delle particelle, la supersimmetria (o SUSY da SUper SYmmetry) è una simmetria che associa particelle bosoniche (che possiedono spin intero) a particelle fermioniche (che hanno spin semi-intero) e viceversa. Infatti, in relazione ad una trasformazione di supersimmetria, ogni fermione ha un superpartner bosonico ed ogni bosone ha un superpartner fermionico. Le coppie sono state battezzate partner supersimmetrici, e le nuove particelle vengono chiamate appunto spartner, superpartner, o sparticelle. Più precisamente, il superpartner di una particella con spin {\displaystyle s} ha spin
{\displaystyle s-{\frac {1}{2}}}
alcuni esempi sono illustrati nella tabella. Nessuna di esse è stata fino ad ora individuata sperimentalmente, ma si spera che il Large Hadron Collider del CERN di Ginevra possa assolvere a questo compito a partire dal 2010, dopo essere stato rimesso in funzione nel novembre 2009. Infatti per il momento ci sono esclusivamente prove indirette dell'esistenza della supersimmetria. Siccome i superpartners delle particelle del Modello Standard non sono ancora stati osservati, la supersimmetria, se esiste, deve necessariamente essere una simmetria rotta così da permettere che i superpartners possano essere più pesanti delle corrispondenti particelle presenti nel Modello Standard.
La carica associata (ossia il generatore) di una trasformazione di supersimmetria viene detta supercarica.
La teoria spiega alcuni problemi insoluti che affliggono il modello standard ma purtroppo ne introduce altri. Essa è stata sviluppata negli anni '70 dal gruppo di ricercatori di Jonathan I. Segal presso il MIT; contemporaneamente Daniel Laufferty della “Tufts University” ed i fisici teorici sovietici Izrail' Moiseevič Gel'fand e Likhtman hanno teorizzato indipendentemente la supersimmetria. Sebbene nata nel contesto delle teorie delle stringhe, la struttura matematica della supersimmetria è stata successivamente applicata con successo ad altre aree della fisica, dalla meccanica quantistica alla statistica classica ed è ritenuta parte fondamentale di numerose teorie fisiche.
Nella teoria delle stringhe la supersimmetria ha come conseguenza che i modi di vibrazione delle stringhe che danno origine a fermioni e bosoni si presentano obbligatoriamente in coppie.